# Novomijáilovski (Krymsk, Krasnodar)
Novomijáilovski (del ruso: Новомихайловский) es un jútor del raión de Krymsk del krai de Krasnodar, en Rusia. Está situado en la cabecera del río Jobza, tributario del Adagum, afluente por la izquierda del río Kubán, en las inmediaciones de su delta, 27 km al noroeste de Krymsk y 101 km al oeste de Krasnodar. Tenía 3 habitantes en 2010
Pertenece al municipio Adagúmskoye.